# 小林珠莉
小林 珠莉（こばやし しゅり、1992年2月29日 - ）は、日本の女優、ジュニアアイドルである。
1998年、事務所への応募により入所し、ベネッセ「こどもちゃれんじ」のビデオでデビュー。2004年3月、ファースト写真集「Crystal」を発売。以降、子役・ジュニアアイドルとして活躍。

## 出演

### バラエティ
- 英語であそぼ（2000年、NHK教育）
- ポンキッキーズ キーズライン（2001年、フジテレビ）

### スチル
- アイリスティーチャーズ（2004年）
- NEC

## 作品・書籍

### 写真集
- Crystal（2004年2月25日発売）
- ファーストジュニアタレント（2004年）

### DVD
- 珠莉とデート（2004年2月22日発売）

### デジタル写真集
- 美少女予報 お部屋で水着! 小林珠莉13歳（2005年6月30日初版発売、会田我路著、SPLASH PRO発行）
- 制服日和!! ヒミツの放課後編 しゅり13歳（2005年7月14日初版発売、会田我路著、SPLASH PRO発行）
- 制服日和 ドキドキ放課後編 しゅり13歳（2005年7月28日初版発売、会田我路著、SPLASH PRO発行）
- 美少女予報 メイドでデート! 小林珠莉13歳（2005年8月11日初版発売、会田我路著、SPLASH PRO発行）
- ドールガール（2007年2月22日初版発売、会田我路著、ぶんか社発行）